# Lijst van grondwetten van Mexico
Mexico heeft gedurende haar geschiedenis verschillende grondwetten gekend. Niet alle grondwetten zijn echter volledig in werking geweest. Doorgaans worden alleen de grondwetten van 1824, 1857 en 1917 als volledige grondwetten beschouwd:
- 1812: Spaanse grondwet van 1812
- 1814: Grondwet van Apatzingán (met de Sentimenten van de Natie)
- 1822: Provisorische staatsregeling van het Mexicaanse Keizerrijk (met het Plan van Iguala en Verdrag van Córdoba)
- 1824: Mexicaanse grondwet van 1824
- 1836: Mexicaanse grondwet van 1836 (met de Zeven wetten)
- 1857: Mexicaanse grondwet van 1857
- 1917: Mexicaanse grondwet van 1917